# زهراء (برباط)
زهراء هي قرية بلدية برباط في إسبانيا في مقاطعة قادس ومنطقة الأندلس المتمتعة بالحكم الذاتي. تشتهر بشواطئها الممتازة، والسينما في الهواء الطلق، وكنيسة كارمن، حيث تذبح التونة (التي تُصاد في مصائد المضربة) وتُملَّح. يوجد أيضًا في المدينة مرافق ممتازة بما في ذلك مجموعة متنوعة من المطاعم والمقاهي والفنادق.

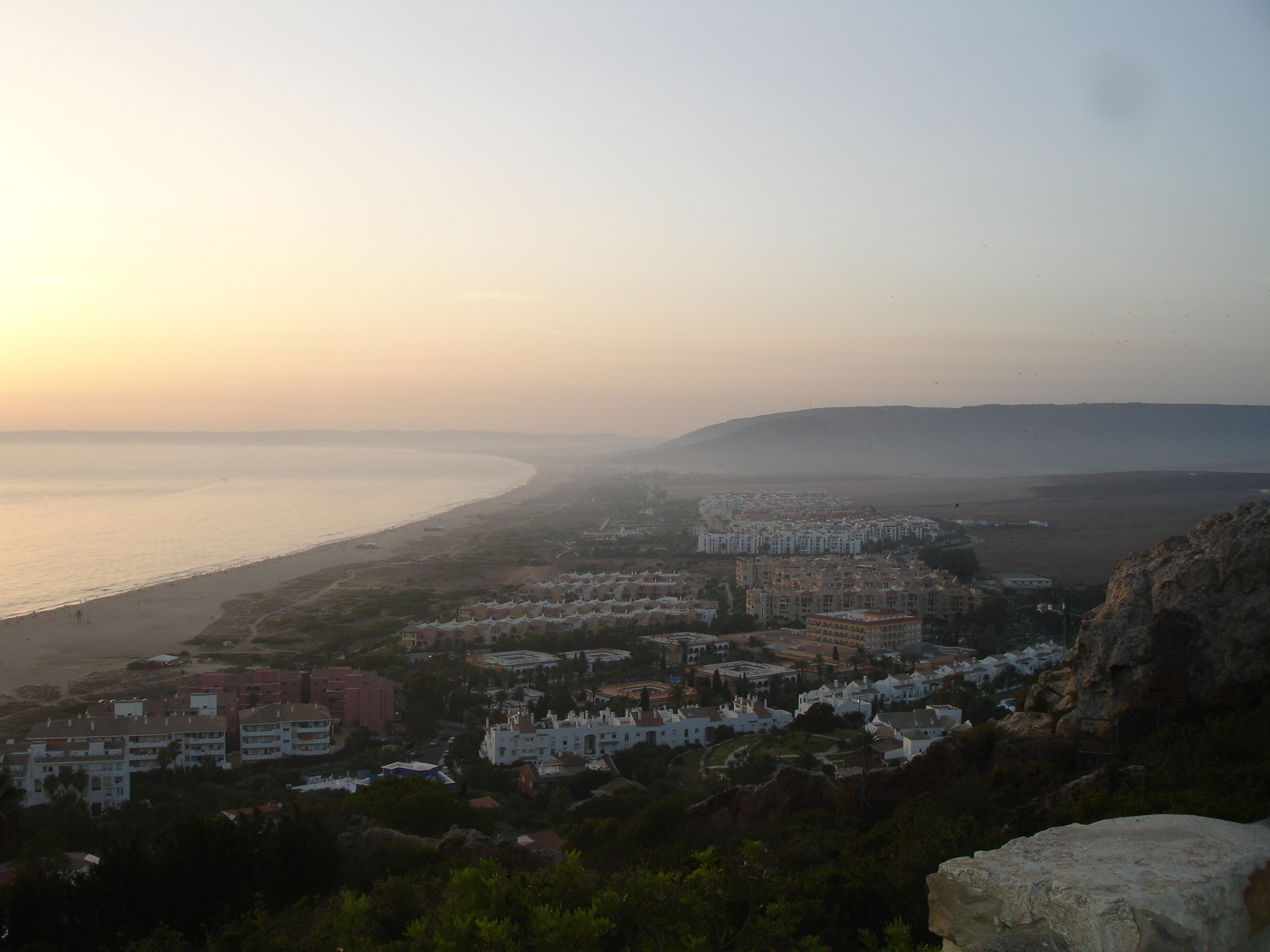
غروب الشمس في زهراء